# Anna Simson
Anna Simson, née Anna Haberkern le 20 août 1835 à Werder  et morte le 14 mars 1916 à l'abbaye de Lubiąż en Silésie,  est une militante prussienne pour les droits des femmes.
En 1893, elle assiste à la fondation du Congrès mondial des organisations représentatives des femmes à l'occasion de l'Exposition universelle de 1893 à Chicago. Elle est accompagnée par Auguste Förster, Hanna Bieber-Böhm et Käthe Schirmacher. Elles s'inspirent ensuite du Conseil national des femmes américaines (en) pour fonder la Bund Deutscher Frauenvereine. Elle devient la première secrétaire de la BDF et en deviendra plus tard la présidente adjointe. À ce titre, elle correspond avec Teresa Wilson, la secrétaire de la marquise Ishbel Hamilton-Gordon, présidente du Conseil international des femmes. Elle exprime dans cette correspondance les aspirations divergentes de la BDF, qui considérait que la présidence d'Ishbel Hamilton-Gordon était trop désorganisée et montrait une orientation dictée par des intérêts de classe, en faveur de l'aristocratie.
« Le mouvement féministe allemand est tout à fait "bourgeois" et, en tant que mouvement féministe, il rejette tout travail de charité effectué par les aristocrates, les conservateurs et l'Église ».
Au sein de la BDF, Anna Simson était alignée avec les modérées, qui s'inquiétaient de l'émergence d'un groupe plus radical.